# Bělásek řeřichový

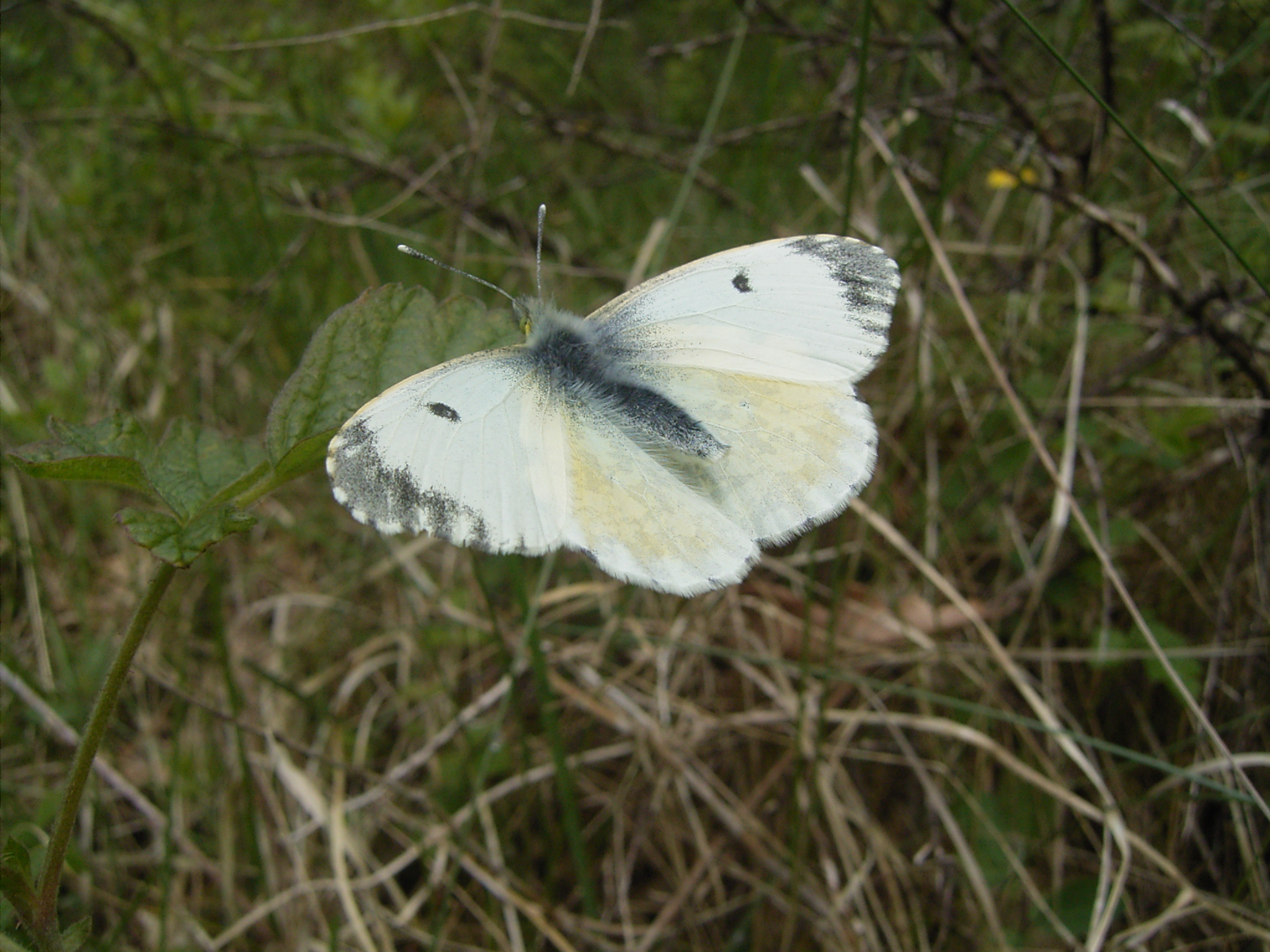
Bělásek řeřichový – samička

Bělásek řeřichový (Anthocharis cardamines) je jediný druh motýla rodu Anthocharis, který žije v České republice. V čeledi běláskovitých náleží do podčeledě bělásků (Pierinae).

## Výskyt
Druh je rozšířen (vyjma nejsevernějších oblastí) v celé pevninské Evropě. Jeho výskyt dále mozaikovitě pokračuje v asijském mírném podnebném pásu až po Japonsko. V české krajině je všeobecně rozšířen a není považován za ohrožený, nejčastěji jej lze spatřit v pahorkatinách a podhůřích. Jeho slabý lokální výskyt může být zapříčiněn nadměrnou chemizaci polí, přeměnou různorodého porostu na velkých plochách v monokulturu nebo zalesňováním nevýnosných luk.
Dospělí motýli nežijí v koloniích, jednotlivě si hledají partnery i rostliny s nektarem nebo vhodné ke kladení vajíček. Žijí na otevřených biotopech jako jsou louky, břehy řek nebo okraje světlých lesů, milují vlhká a prosluněná místa. Otevřená populační struktura a vysoká rozptýlenost samiček dovoluje osídlovat i území pozměněná lidskou činností na kterých nacházejí dostatek vhodné flory k obživě i rozmnožování.

## Vzhled
Denní motýl který je popisován jako středně velký, rozpětí jeho křídel je od 35 do 50 mm. Ze všech bělásků má nejzřetelnější pohlavní dichroismus, na koncích bílých předních křídel samečci mají výrazné oranžové skvrny, u samiček jsou tyto skvrny nenápadné v různých odstínech šedi. U obou pohlaví jsou na zadních křídlech horní strany bílé a spodní strany jsou posety zelenavě žlutými a šedými skvrnkami poskytují sedícímu motýlu dobré maskování.

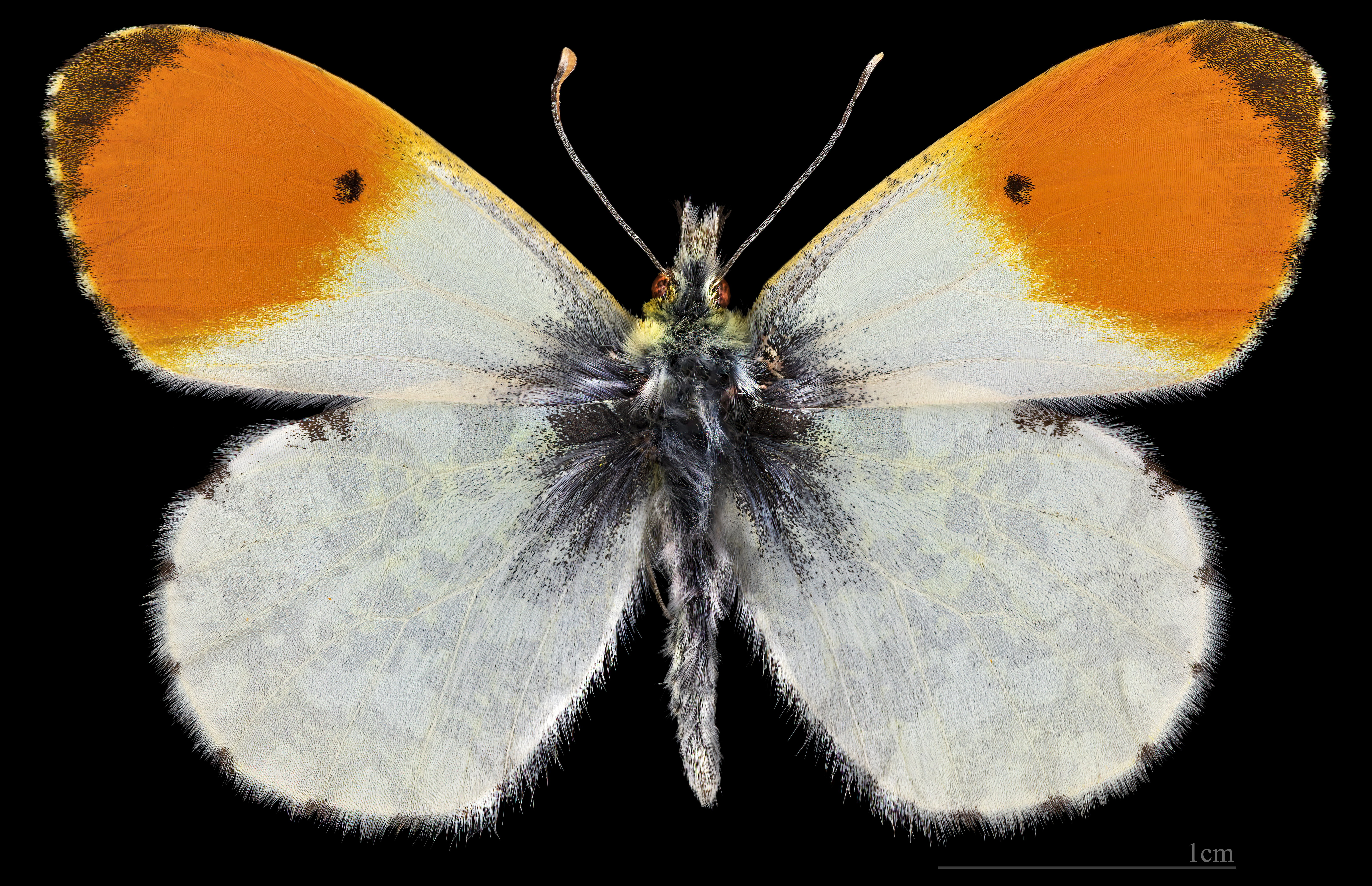
Anthocharis cardamines ♂
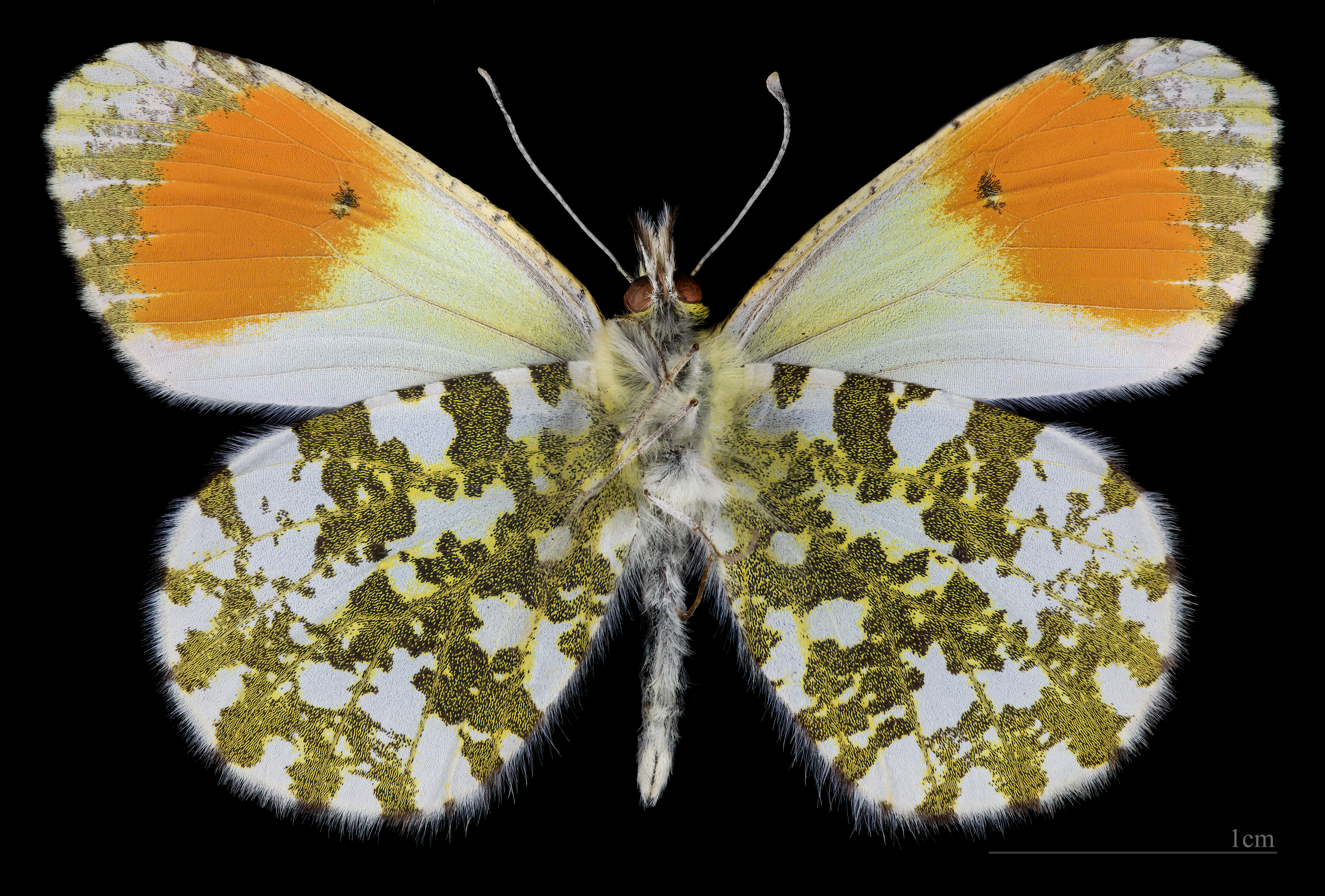
Anthocharis cardamines ♂  △
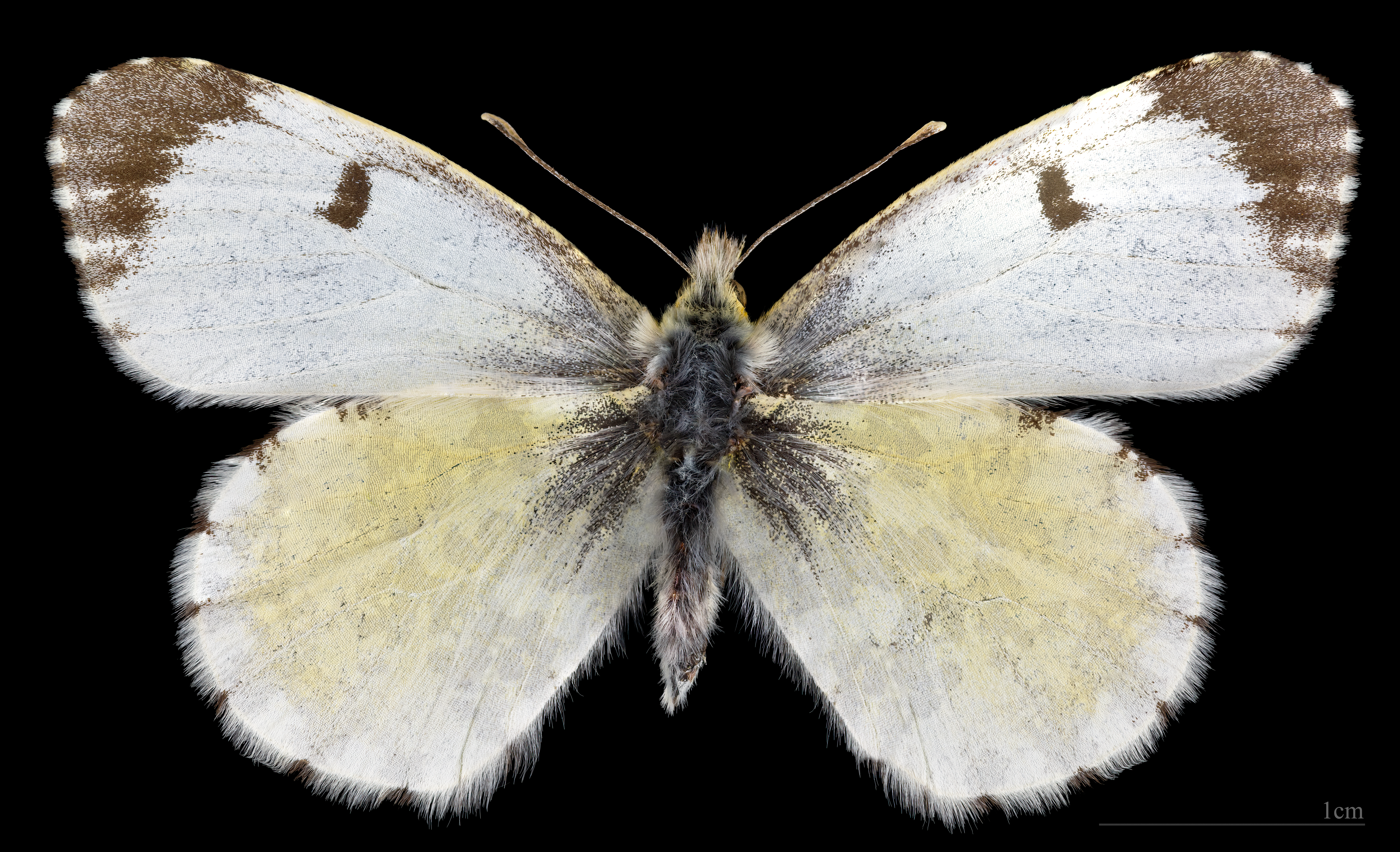
Anthocharis cardamines  ♀
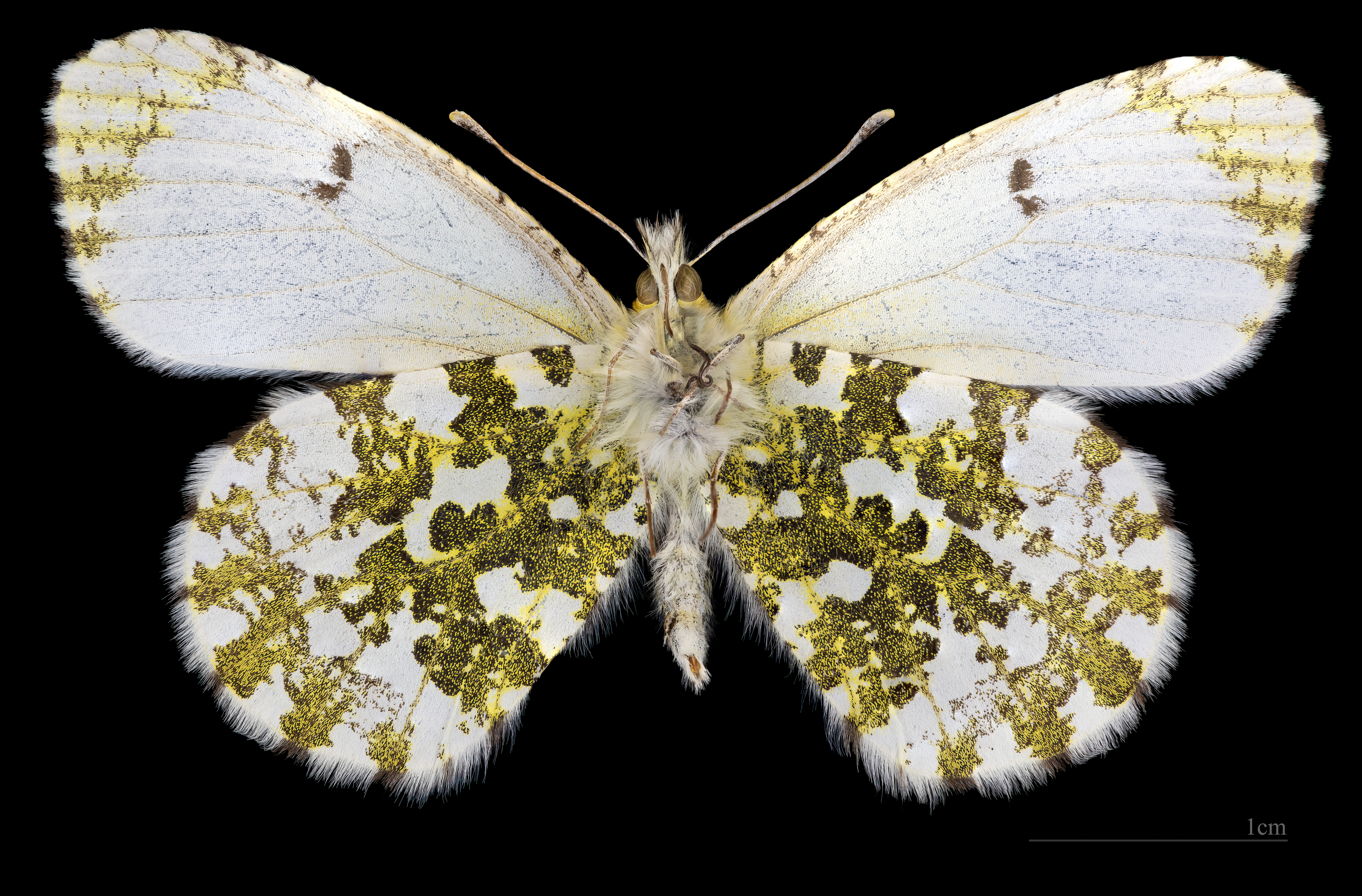
Anthocharis cardamines ♀ △

## Životní cyklus
Tento druh má pouze jedinou generaci za rok. V závislosti na nadmořské výšce se první dospělci líhnou z kukel od dubna do června. O něco dříve obvykle vylétají samečci, s malým opožděním a na rozptýleném prostoru samičky. Protože se samičky páří jen jednou v životě, jsou ihned po vylíhnutí aktivně vyhledávány pářeni chtivými samečky. Dospělci žijí nejdéle šest týdnů.
Po oplodnění samičky hledávají po širokém okolí vhodné rostliny pro nakladení vajíček která kladou jednotlivě blízko květů nebo přímo do nich. Vajíčka jsou oranžová a upozorňují ostatní že je "rostlina obsazena", tak se zabrání pozdějšímu kanibalismu housenek.
Housenky běláska řeřichového jsou modrozelené nebo šedozelené s bílým pruhem po bocích a jsou poseté jemnými černými skvrnkami, jejich vývoj je velmi rychlý. Živí se květy i semeny, přibližně do konce července dorůstají do velikosti 3 cm a pak se kuklí do nahoře zašpičatělé kukly přilepené k rostlině. V té přečkají do jara následujícího roku, v případě nepříznivých podmínek se mohou ojediněle vylíhnou až napřesrok.

## Význam
Protože se housenky živí na planě rostoucích rostlinách které bývají považované za plevelné, nejsou bělásci řeřichoví považování za škůdce. Mezi nejčastější spásané patří druhy z čeledě brukvovitých česnáček lékařský a řeřišnice luční, k dalším pak rostlinné druhy např. hořčice polní, huseník lysý, kokoška pastuší tobolka i penízek rolní.

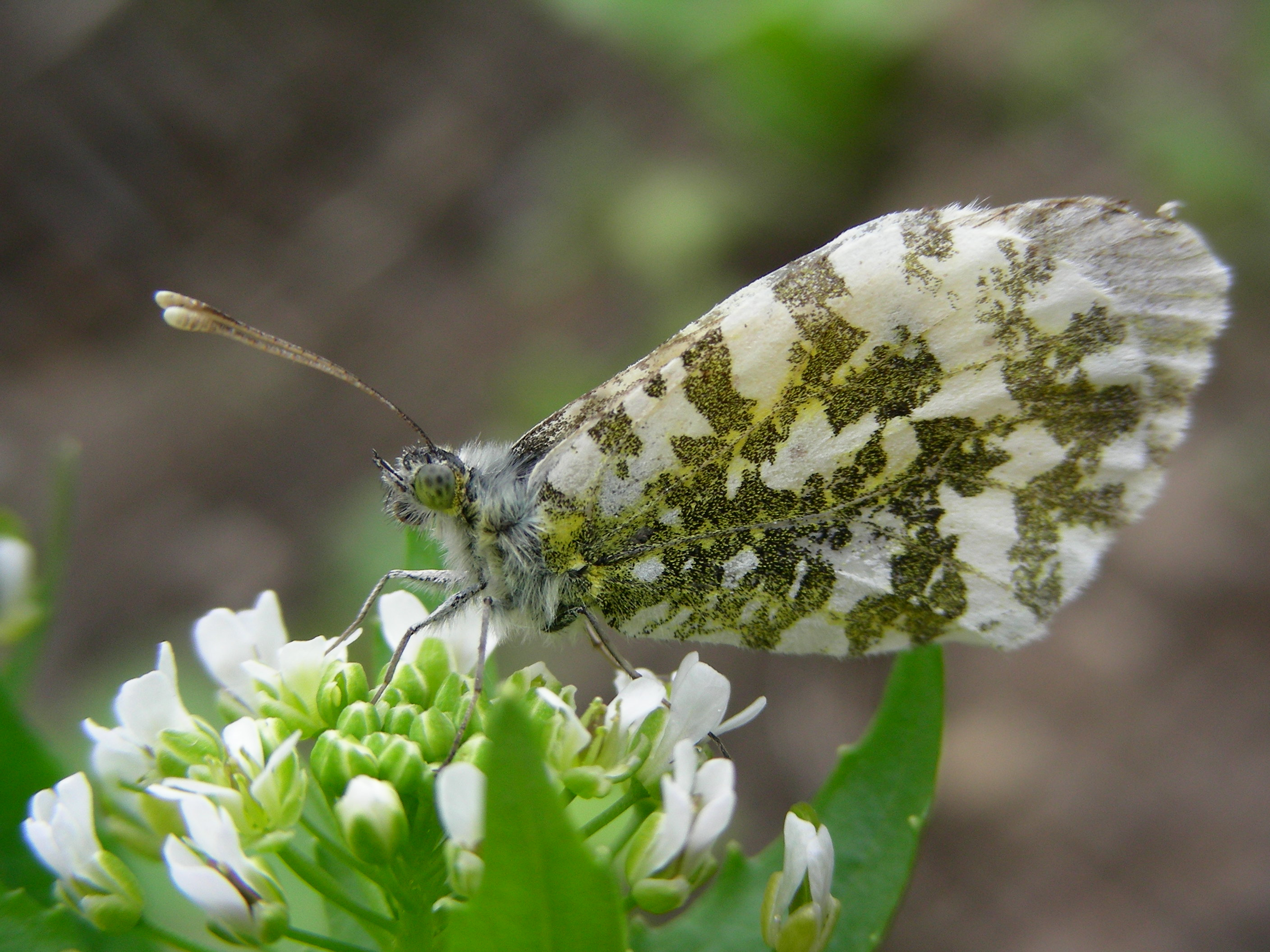
Spodní strana křídel
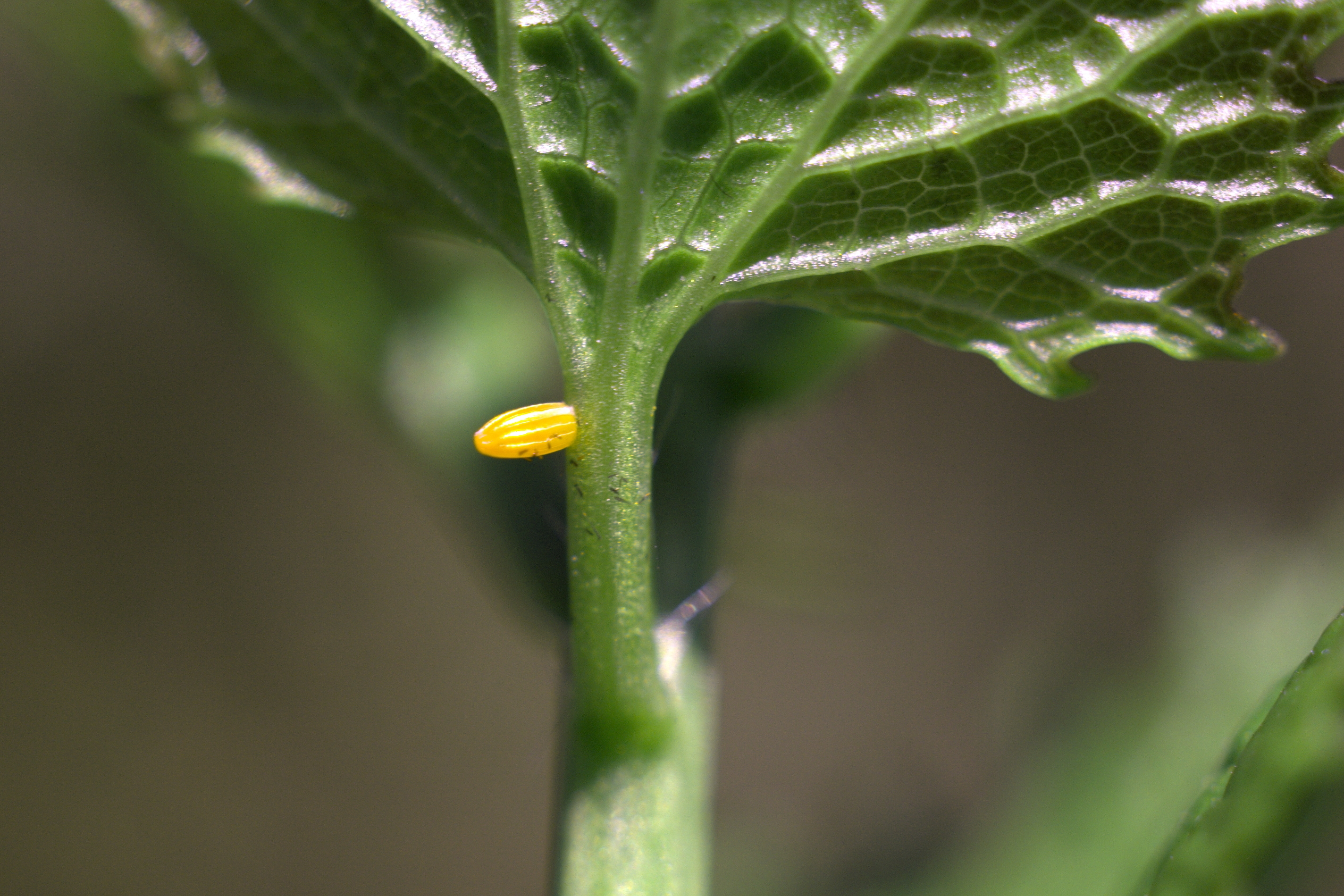
Vajíčko
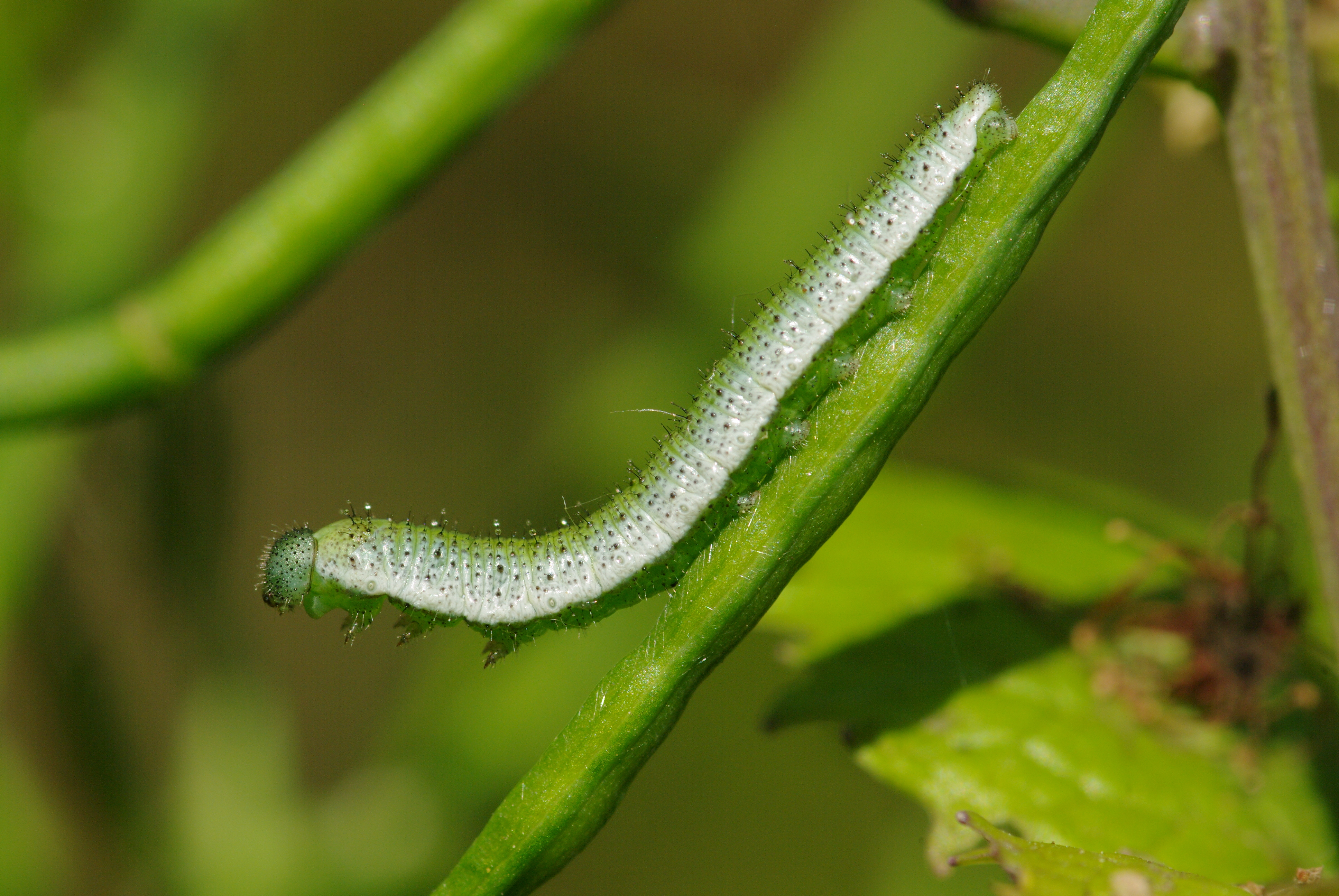
Housenka
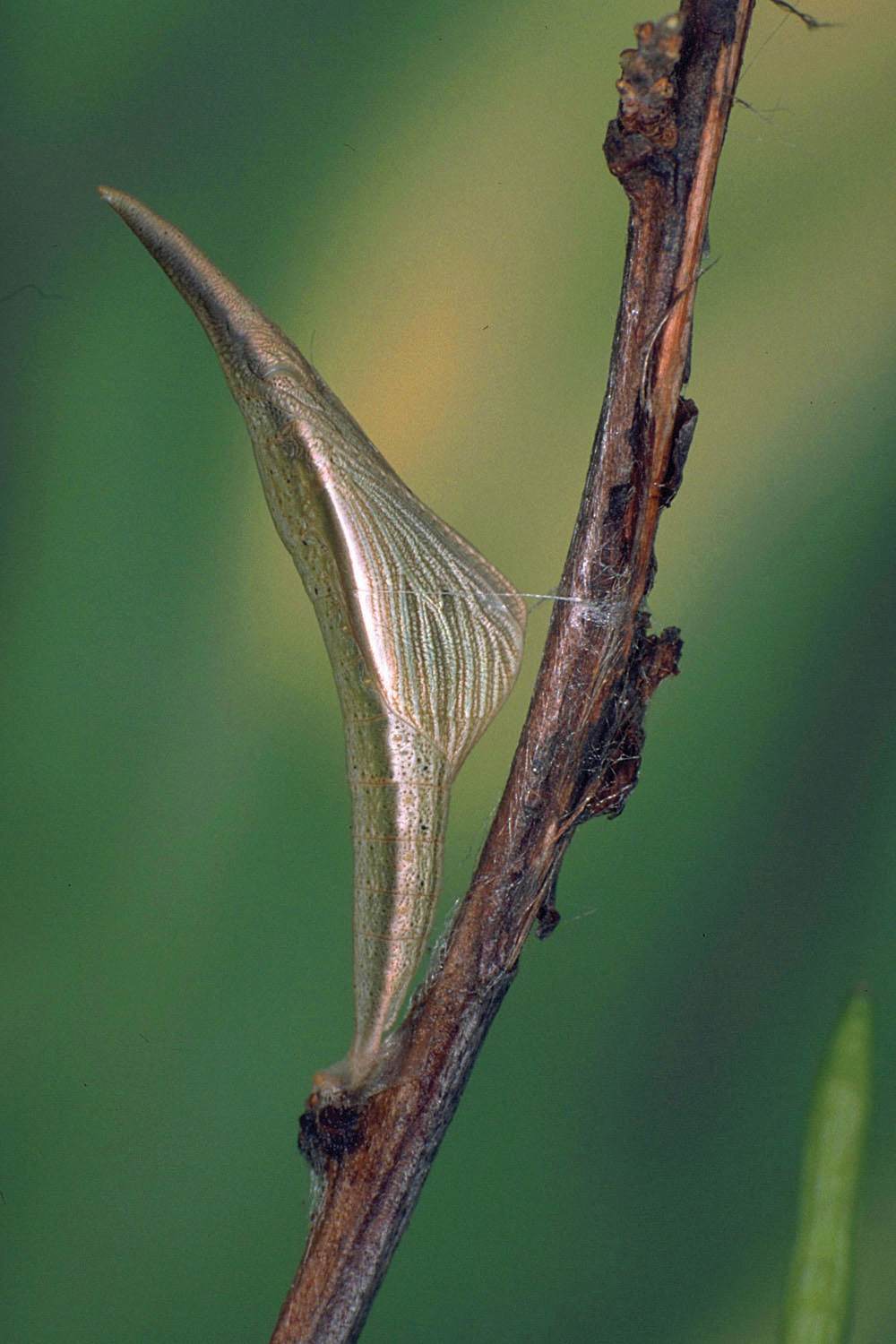
Kukla